# Marco Bordogni
 (janvier 2019).
Si vous disposez d'ouvrages ou d'articles de référence ou si vous connaissez des sites web de qualité traitant du thème abordé ici, merci de compléter l'article en donnant les références utiles à sa vérifiabilité et en les liant à la section « Notes et références ».
Giulio Marco Bordogni, généralement appelé Marco Bordogni, est un chanteur d'opéra (ténor) et un professeur de chant italien né le 23 janvier 1789 à Gazzaniga (Bergame) et mort le 31 juillet 1856 à Paris. Populaire sous la Restauration, sa carrière s'est déroulée essentiellement à Paris.
Marco Bordogni est un produit de cette sorte d'école de ténors prodigieuse qui se développa à Bergame au tournant du siècle, commençant par Giacomo David, Giuseppe Viganoni (it) et Adamo Bianchi (it), puis se poursuivant, dans les premières décennies du XIXe siècle, avec des personnalités telles qu'Andrea Nozzari, Giovanni David (fils et élève de Giacomo), Eliodoro Bianchi, Domenico Donzelli, Giovanni Battista Rubini et Marco Bordogni lui-même.

## Biographie artistique

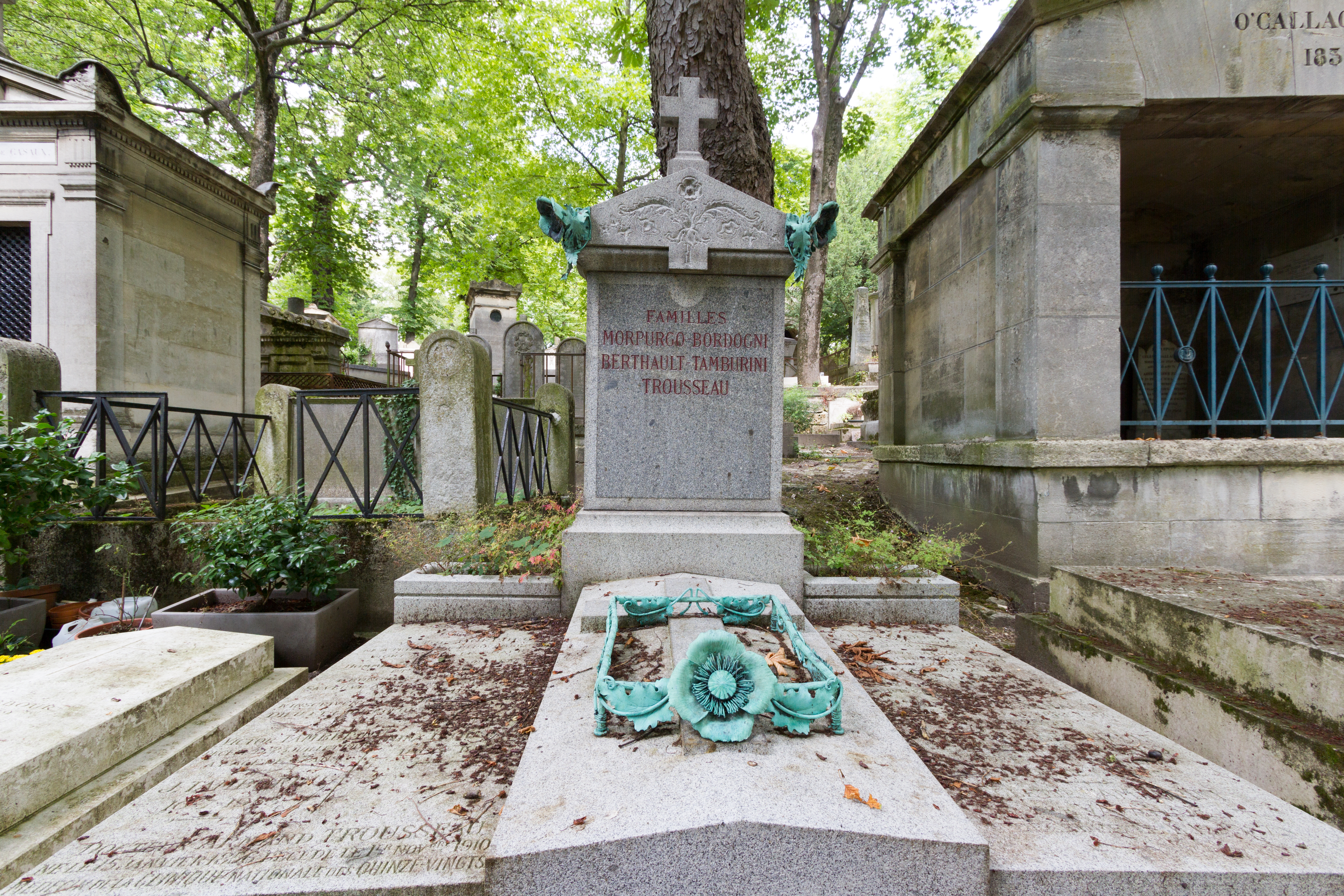
Tombe au cimetière du Père-Lachaise.

Ses débuts sur scène eurent lieu à Novara en 1808 sans provoquer un grand enthousiasme. Le personnage qui lui permit de triompher fut celui de l’Argirio du Tancredi de Gioachino Rossini qu’il interpréta avec un grand succès en 1813 à Ferrare et à Milan puis en 1815 à Parme et au théâtre San Carlo de Naples en 1818; il devint ensuite la star du Théâtre-Italien à Paris, particulièrement de 1819 à 1829.
Installé à Paris il devient actif défenseur des œuvres de Rossini et crée entre autres le rôle du comte de Libenskof dans Il viaggio a Reims en 1825.
Nommé professeur de chant au Conservatoire de Paris en 1820, il y enseigne jusqu'à peu de temps avant sa mort. Il est l'auteur d'une méthode de chant et compose un ensemble de vocalises utilisées par les chanteurs pendant plus d'un siècle et qui restent encore en vigueur sous forme de transcriptions pour d'autres instruments. Il a eu une grande influence sur le ténor anglais Sims Reeves, venu suivre son enseignement en 1843. Parmi ses autres élèves, on trouve Sophie Cruvelli, Giovanni Matteo Mario et Hermine Küchenmeister-Rudersdorf.
C'est en 1826, dans la Zelmira de Rossini, que le rôle confié à Bordogni fut celui de baritenore - du personnage d'Antenore - et celui de contraltino (cher à Rossini) - du personnage du Prince Ilo - à Giacomo Rubini, l'étoile montante du chant tenorilo dans le ciel de la lyrique parisienne .
Bordogni reçoit la Légion d'honneur le 10 mai 1839 des mains de M. de Gasparin, en même temps que le directeur de l'Opéra Henri Duponchel, et le compositeur Hector Berlioz, qui décrit pour l'occasion Bordogni comme « le plus maître de chant des maîtres de chant de l’époque ».
Il meurt le 31 juillet 1856 à Paris et est enterré au cimetière du Père-Lachaise (28e division).
Sa fille Louise Angélina Bordogni, épouse du bassoniste et compositeur français Jean-Baptiste-Joseph Willent dit Joseph Willent-Bordogni (1809-1852), chante avec succès à New York en 1834.

## Carrière
En plus des rôles rossiniens, Bordogni a également créé au Théâtre-Italien les rôles d'Ernesto dans Agnese di Fitz-Henry de Paër en 1819, de Giasone dans Medea in Corinto (en) de Mayr en 1823, de Claudio dans Elisa e Claudio ossia L'amore Protetto dall'amicizia de Mercadante (également en 1823) et de Capellio dans Giulietta e Romeo de Vaccai en 1827.
| Titre de l'ouvrage                                           | Rôle             | Théâtre                                               | Date de la première représentation |
| ------------------------------------------------------------ | ---------------- | ----------------------------------------------------- | ---------------------------------- |
| Tancredi                                                     | Argirio          | Teatro Re (inauguration), Milan                       | 18 décembre 1813                   |
| Tancredi                                                     | Argirio          | Real Teatro San Carlo, Naples                         | 14 avril 1818                      |
| L'inganno fortunato                                          | duca Bertrando   | Théâtre-Italien (salle Louvois), Paris                | 13 mai 1819                        |
| Il turco in Italia                                           | Narciso          | Théâtre-Italien (salle Louvois), Paris                | 23 mai 1820                        |
| Otello ossia Il moro di Venezia                              | Jago             | Théâtre-Italien (salle Louvois), Paris                | 5 juin 1821                        |
| La gazza ladra                                               | Giannetto        | Théâtre-Italien (salle Louvois), Paris                | 18 septembre 1821                  |
| Elisabetta, regina d'Inghilterra                             | Leicester        | Théâtre-Italien (salle Louvois), Paris                | 10 mars 1822                       |
| Tancredi                                                     | Argirio          | Théâtre-Italien (salle Louvois), Paris                | 23 avril 1822                      |
| La Cenerentola ossia La bontà in trionfo                     | Ramiro           | Théâtre-Italien (salle Louvois), Paris                | 8 juin 1822                        |
| Mosè in Egitto                                               | Osiride          | Théâtre-Italien (salle Louvois), Paris                | 20 octobre 1822                    |
| La donna del lago                                            | Uberto/Giacomo V | Académie royale de musique (salle Le Peletier), Paris | 7 septembre 1824                   |
| Il viaggio a Reims (création)                                | Liebenskof       | Théâtre-Italien (salle Louvois), Paris                | 19 juin 1825                       |
| Semiramide                                                   | Idreno           | Théâtre-Italien (salle Louvois), Paris                | 8 décembre 1825                    |
| Zelmira                                                      | Antenore         | Théâtre-Italien (salle Louvois), Paris                | 14 mars 1826                       |
| Le Barbier de Séville ou la Précaution inutile (en français) | Almaviva         | Académie royale de musique (salle Le Peletier), Paris | 14 janvier 1828                    |